# Метеви
Метеви — река на северо-западе Камчатского края в России.
Длина реки — 17 км. Протекает по территории Пенжинского района Камчатского края. Впадает в Охотское море.

## Данные водного реестра
По данным государственного водного реестра России относится к Анадыро-Колымскому бассейновому округу. Код объекта в государственном водном реестре — 19100000112120000054881.